# Earl Carroll Vanities
Pour plus de détails, voir Fiche technique et Distribution.
Earl Carroll Vanities est un film américain réalisé par Joseph Santley, sorti en 1945. Le film fut nommé pour l'Oscar de la meilleure chanson originale.

## Fiche technique
- Titre : Earl Carroll Vanities
- Réalisation : Joseph Santley
- Scénario : Frank Gill Jr. et Cortland Fitzsimmons
- Photographie : Jack A. Marta
- Montage : Richard L. Van Enger
- Pays de production :  États-Unis
- Format : Noir et blanc - 1,37:1 - Mono
- Genre : musical
- Date de sortie : 1945

## Distribution
- Dennis O'Keefe : Danny Baldwin
- Constance Moore : Drina
- Eve Arden : Tex Donnelly
- Otto Kruger : Earl Carroll
- Alan Mowbray : Grand Duc Paul
- Mary Forbes : Reine mère Elena
- Leon Belasco : Baron Dashek
- Robert Greig : Vonce
- Wilton Graff : M. Thayer
- Tom London : Tom, le portier